# Once a Thief (1996)
Once a Thief é um filme de 1996, dirigido por John Woo (de "A Última Ameaça") para a TV canadense.
Trata-se da refilmagem de um trabalho homônimo do próprio Woo, de 1991, produzido em Hong Kong. O filme deu origem a uma série de televisão de 1997.

## Sinopse
Após tentar roubar dinheiro da máfia de Hong Kong da família Tang que possui ramificações no Canadá, charmoso ladrão é preso. Ao sair da cadeia, é obrigado a se associar a uma bela antiga parceira e a um agente experiente para, à serviço de uma agência secreta internacional, desbaratar as atividades da mesma organização criminosa da qual já pertenceu.

## Elenco
- Sandrine Holt…LiAnn Tsei
- Ivan Sergei…Mac Ransey
- Nicholas Lea…Victor Mansfield
- Michael Wong
- Jennifer Dale